# Sven Hagman (målare och författare)
Sven Hagman, född 28 januari 1941 i Liatorp, död 14 mars 2018 i Stockholm, var en svensk målare, tecknare, författare och samlare.
Hagman studerade vid Konstfackskolan i Stockholm. Hans konst består av folklivsskildringar med etnologisk saklighet, realistiska bilder från bondemiljö och illustrationer. Hagman är representerad vid Stockholms stadsmuseum, Nordiska museet, Smålands museum i Växjö samt Norrbottens museum i Luleå. Han blev 2015 nominerad till Årets samlare av The Collector's Awards.
Sven avled hastigt av en hjärtinfarkt den 14 mars 2018.